# Дурлабхараджа II
Дурлабхараджа II (гінді दुर्लभराज द्वितीय; д/н — 1012) — 3-й магараджахіраджа Сакамбхарі 998—1012 роках.

## Життєпис
Походив з династії Чаухан. Другий син Сімхараджи. Посів трон 998 року після смерті брата Віґрахараджи II. У написі в Кінсарія стверджується, що він був відомий як Дурланґ'ямеру, тобто «Той, кому вороги підкорялися». Також там йдеться, що війська Чаухан захопили область Асосіттана (Расошіттана), ймовірно у Салакшанапали (Сурсени) Томар, магараджи Гаріяни.
В подальшому відомо вів війну проти Магінду Чаухана, магараджи Наддула. Останньому на допомогу прийшли Дгавала (Балапрасада), магараджа Гастікунді (з молодшої гілки династії Раштракутів), або Дурлабхараджа Чаулук'я, магараджахіраджа Гуджари, чи можливо вони разом. Внаслідок цього не вдалося підкорити державу Наддула.
1008 року приєднався до коаліції індустських держав, що прийшли на допомогу Анандапалі Шахі проти султана Махмуда Газневі. Але в битві при Чачі вони зазнали ніщивної поразки. Уклав союз з Джаяпалою Томаром та Нараварманом Сесодія, магараджею Нагора, спрямованого проти Газневідів. Ситуація погіршилася 1010 року, коли війська останніх захопили Мултанський емірат, фактично вийшовши на кордон з державою Сакамбхарі.
Помер Дурлабхараджа II 1012 року. Йому спадкував брат Говіндараджа III.